# Halva
A halva Indiából és Közép-Ázsiából származó édesség. Ismert még Délnyugat-Ázsiában, Kelet- és Dél-Európában. Népszerű a Közel-Keleten és a Balkánon, de ismert a volt Szovjetunió egyes területein is. Rokonságban van a fehér nugáttal.

## Etimológia
A halva (حلاوة, ḥalāwa) szó az arab حلو = édes szógyökből származik. A lengyelek chałwának, a törökök helvának, a görögök halvásznak (χαλβάς) nevezik. Erdélyben, valamint Bulgáriában és Oroszországban halva (халва) néven ismerik.

## Hozzávalók
Habár a hozzávalói nemzetről nemzetre változnak, az alap ugyanaz: szezámmag, cukor, méz és növényi olaj, illetve Erdélyben szezámmag helyett napraforgómagból készítik. A különböző jellegeket a hozzávalóknak köszönhetjük: mogyoró, dió, kakaó, mandula vagy pisztácia. Törökországban elterjedt a Tahin-Helva, ami szezámmag pasztából (tahini) áll.